# Прњавор (Оприсавци)
Прњавор (хрв. Prnjavor) је насељено место у општини Оприсавци, Бродско-посавска жупанија, Хрватска.

## Историја
До територијалне реорганизације у Хрватској био је у саставу старе општине Славонски Брод.

## Становништво
У попису становништва из 2011. године, Прњавор је имао 232 становника.
| Број становника према пописима | Број становника према пописима | Број становника према пописима | Број становника према пописима | Број становника према пописима | Број становника према пописима | Број становника према пописима | Број становника према пописима | Број становника према пописима | Број становника према пописима | Број становника према пописима | Број становника према пописима | Број становника према пописима | Број становника према пописима | Број становника према пописима | Број становника према пописима |
| ------------------------------ | ------------------------------ | ------------------------------ | ------------------------------ | ------------------------------ | ------------------------------ | ------------------------------ | ------------------------------ | ------------------------------ | ------------------------------ | ------------------------------ | ------------------------------ | ------------------------------ | ------------------------------ | ------------------------------ | ------------------------------ |
| 1857                           | 1869                           | 1880                           | 1890                           | 1900                           | 1910                           | 1921                           | 1931                           | 1948                           | 1953                           | 1961                           | 1971                           | 1981                           | 1991                           | 2001                           | 2011                           |
| 242                            | 243                            | 207                            | 262                            | 279                            | 315                            | 301                            | 331                            | 313                            | 321                            | 298                            | 276                            | 253                            | 231                            | 242                            | 232                            |

Напомена: Од 1948. до 1971. исказивано под именом Прњавор Славонски.

## Галерија
- сеоска кућа
- двориште

## Књижевност
- Савезни завод за статистику и евиденцију Савезне Републике Југославије и СФРЈ, попис становништва 1948, 1953, 1961, 1971, 1981. и 1991. године.
- Књига: „Етнички и вјерски састав становништва Хрватске, 1880-1991: по насељима, аутор: Јаков Гело, издавач: Државни завод за статистику Републике Хрватске, 1998.,  953-6667-07-X,  978-953-6667-07-9;